# JJ Lehto
Jyrki Juhani Järvilehto, comunemente conosciuto come JJ Lehto (Espoo, 31 gennaio 1966), è un ex pilota automobilistico finlandese.
Campione di Formula 3 britannica nel 1988, ebbe l'occasione di debuttare in Formula 1 l'anno seguente. Nella massima serie dell'automobilismo non riuscì mai ad andare oltre un terzo posto, conquistato al Gran Premio di San Marino 1991, ma la sua carriera fu interrotta anzitempo a causa di un incidente avvenuto durante alcuni test all'inizio del 1994.
Il suo nome è, però, legato soprattutto agli sport prototipi, in cui ottenne i risultati di maggior rilievo, tra cui 2 vittorie alla 24 Ore di Le Mans nel 1995 e nel 2005. Considerava inoltre Keke Rosberg il suo mentore e quest'ultimo seppe dargli anche alcuni consigli nel corso della sua carriera.

## Carriera

### Gli inizi
Lehto iniziò la propria carriera nei kart, ottenendo svariati successi nelle categorie nazionali. Il pilota finlandese, però, era originariamente orientato verso il rally, ma per attirare potenziali sponsor decise di dedicarsi alle corse sui circuiti. Vinse quindi il campionato scandinavo di Formula Ford e nel 1987 passò al campionato britannico ed europeo di Formula Ford 2000 e li vinse al primo tentativo. L'anno seguente replicò il successo in F3 inglese.
Venne quindi notato dalla Ferrari, che gli offrì un posto come tester per il 1989. Nel frattempo, passò alla Formula 3000, correndo con Pacific. Il pilota finlandese si alternò quindi tra i collaudi sul tracciato di Fiorano e le corse del campionato, in cui però riuscì a ottenere solo alcuni piazzamenti.

### Formula 1
Il licenziamento di Gachot gli aprì le porte della Onyx, con cui si accordò per disputare il resto della stagione 1989. Fece quindi il suo debutto ufficiale in Formula 1 al Gran Premio del Portogallo e, dopo Keke Rosberg e Leo Kinnunen, fu il terzo pilota finlandese a disputare una gara nella massima formula. La vettura era poco competitiva e Lehto concluse l'annata senza punti e senza aver concluso una gara.
Rimasto in Onyx anche per la stagione successiva, andò incontro a un campionato deludente e privo di risultati. Con una vettura poco competitiva, fallì per cinque volte la qualificazione, prima che il team decidesse di ritirarsi dopo il Gran Premio d'Ungheria.
Grazie alla Marlboro, suo sponsor, riuscì a ottenere un contratto con la Scuderia Italia in cui rimase per due anni. Al suo primo anno ottenne un terzo posto a Imola, mentre l'anno successivo, pur giungendo spesso al traguardo non marcò punti. La 192, da quella stagione dotata di un motore Ferrari, non riuscì mai ad adattarlo in maniera ottimale al telaio.

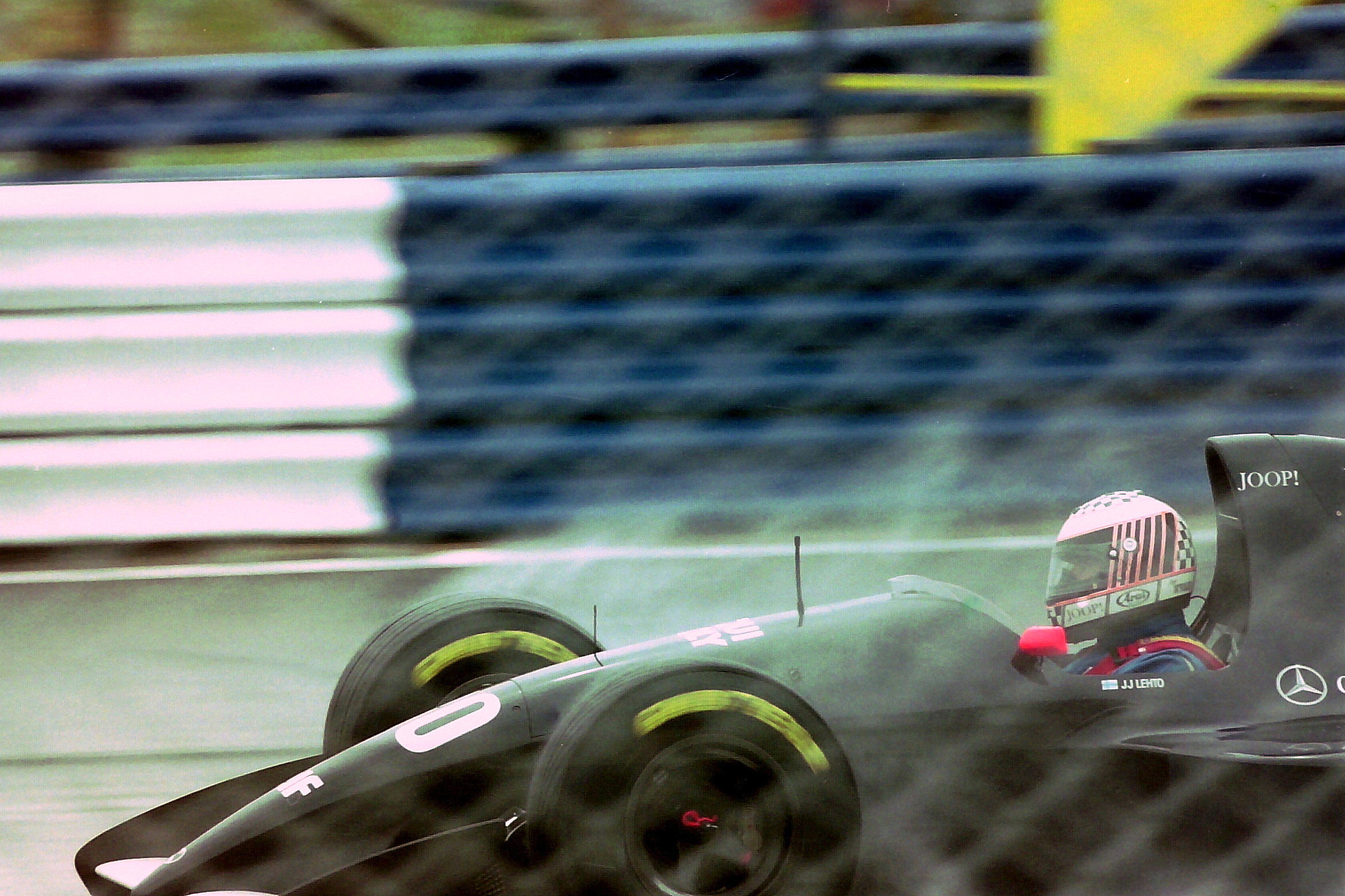
Lehto durante le prove libere del Gran Premio di Gran Bretagna 1993

Durante la stagione 1993 J.J. impressionò tutti al volante della debuttante ma competitiva Sauber motorizzata Ilmor. Fu protagonista di ottime prestazioni, entrò più volte in zona punti e, in più occasioni, si rivelò più efficace del pur veloce (ma debuttante) compagno di scuderia, l'austriaco Karl Wendlinger. Venne così contattato dal manager Flavio Briatore (che lo voleva per il campionato 1994) così che, al termine della stagione, passò alla Benetton-Ford come compagno di Michael Schumacher.
Durante i test pre-campionato fu però protagonista di un grave incidente a Silverstone, che gli procurò lo schiacciamento di due vertebre del collo. Sottoposto immediatamente a un'operazione chirurgica, il pilota finlandese dovette affrontare un faticoso recupero. Aveva infatti una ridotta sensibilità alle dita di mani e piedi e fu costretto a saltare i primi due Gran Premi della stagione. Lehto affrettò quindi i tempi per rientrare in pista, pur non essendosi completamente ristabilito, ma i risultati furono deludenti. Faticò inoltre ad adattarsi alla macchina, costruita su misura per Schumacher e non era adatta alle seconde guide che si alternarono in quella stagione (oltre allo stesso JJ Lehto, anche Jos Verstappen e Johnny Herbert).
Nella prima gara disputata a San Marino si qualificò con un buon quinto posto, ma in gara rimase fermo in griglia a causa di un problema tecnico, e Pedro Lamy centrò in pieno il retrotreno della sua Benetton. Nell'incidente rimasero feriti ben 9 spettatori, a causa dei detriti volati oltre le recinzioni. Nella gara successiva a Monaco si qualificò in una deludente diciassettesima posizione, a più di 4 secondi dal tempo di Schumacher in pole, e concluse appena fuori dalla zona punti, settimo. In Spagna invece le cose andarono meglio e si qualificò quarto, ma fu costretto al ritiro per la rottura del motore, quando si trovava terzo. L'unico arrivo a punti che conquistò fu un sesto posto in Canada, dopo essere scattato dal ventesimo posto in griglia. A causa delle sue scarse prestazioni, per il successivo Gran Premio di Francia Lehto fu sostituito dal collaudatore Jos Verstappen, salvo poi riprendere il volante al posto di Schumacher a Monza e all'Estoril, in quanto il tedesco fu squalificato, ma conquistando solo un nono posto ed un ritiro. Concluse poi la stagione correndo gli ultimi due Gran Premi della stagione al volante della Sauber, mettendo così fine alla sua carriera in Formula 1, dopo aver partecipato a 62 Gran Premi ed aver conseguito, come migliore risultato, il 3º gradino del podio durante il gran premio di San Marino del 1991, disputato sotto il diluvio al volante di una Dallara della Scuderia Italia.

### Dopo la Formula 1
JJ Lehto proseguì la sua carriera automobilistica pilotando i prototipi e distinguendosi per aver vinto due volte la 24 Ore di Le Mans, nel 1995 e nel 2005. Tra il 1995 e il 1996 corse nel DTM tedesco alla guida di una Opel, passando poi al Campionato FIA GT in cui gareggiò per la squadra ufficiale della BMW a cui si legò per gli anni successivi.
Corse soprattutto nella ALMS, in cui vinse il titolo nel 2004 alla guida di un'Audi R8.
A partire dal 2006 le sue apparizioni si sono fatte sempre più rarefatte.
Nel 2010 finì sotto accusa per omicidio colposo a causa di un incidente con la barca; l'accusa è decaduta dopo il ricorso in appello.

## Risultati in carriera
| 1989 | Scuderia | Vettura |  |  |  |  |  |  |  |  |  |  |  |  |     |     |     |     |  | Punti | Pos. |
| ---- | -------- | ------- |  |  |  |  |  |  |  |  |  |  |  |  | --- | --- | --- | --- |  | ----- | ---- |
| 1989 | Onyx     | ORE-1   |  |  |  |  |  |  |  |  |  |  |  |  | NPQ | Rit | NPQ | Rit |  | 0     |      |

| 1990 | Scuderia | Vettura        |    |    |    |     |     |     |    |    |    |    |  |  |  |  |  |  |  | Punti | Pos. |
| ---- | -------- | -------------- | -- | -- | -- | --- | --- | --- | -- | -- | -- | -- |  |  |  |  |  |  |  | ----- | ---- |
| 1990 | Onyx     | ORE-1 e ORE-1B | NQ | NQ | 12 | Rit | Rit | Rit | NQ | NQ | NC | NQ |  |  |  |  |  |  |  | 0     |      |

| 1991 | Scuderia | Vettura |     |     |   |    |     |     |     |    |     |     |     |     |     |   |     |    |  | Punti | Pos. |
| ---- | -------- | ------- | --- | --- | - | -- | --- | --- | --- | -- | --- | --- | --- | --- | --- | - | --- | -- |  | ----- | ---- |
| 1991 | Dallara  | 191     | Rit | Rit | 3 | 11 | Rit | Rit | Rit | 13 | Rit | Rit | Rit | Rit | Rit | 8 | Rit | 12 |  | 4     | 12º  |

| 1992 | Scuderia | Vettura |     |   |   |     |    |   |   |   |    |    |    |   |    |     |   |     |  | Punti | Pos. |
| ---- | -------- | ------- | --- | - | - | --- | -- | - | - | - | -- | -- | -- | - | -- | --- | - | --- |  | ----- | ---- |
| 1992 | Dallara  | 192     | Rit | 8 | 8 | Rit | 11 | 9 | 9 | 9 | 13 | 10 | NQ | 7 | 11 | Rit | 9 | Rit |  | 0     |      |

| 1993 | Scuderia | Vettura |   |     |     |   |     |     |   |     |   |     |     |   |     |   |   |     |  | Punti | Pos. |
| ---- | -------- | ------- | - | --- | --- | - | --- | --- | - | --- | - | --- | --- | - | --- | - | - | --- |  | ----- | ---- |
| 1993 | Sauber   | C12     | 5 | Rit | Rit | 4 | Rit | Rit | 7 | Rit | 8 | Rit | Rit | 9 | Rit | 7 | 8 | Rit |  | 5     | 13º  |

| 1994 | Scuderia        | Vettura  |  |  |     |   |     |   |  |  |  |  |  |   |     |  |     |    |  | Punti | Pos. |
| ---- | --------------- | -------- |  |  | --- | - | --- | - |  |  |  |  |  | - | --- |  | --- | -- |  | ----- | ---- |
| 1994 | Benetton Sauber | B194 C13 |  |  | Rit | 7 | Rit | 6 |  |  |  |  |  | 9 | Rit |  | Rit | 10 |  | 1     | 24º  |

| Legenda | 1º posto     | 2º posto | 3º posto    | A punti         | Senza punti/Non class.  | Grassetto – Pole position Corsivo – Giro più veloce |
| Legenda | Squalificato | Ritirato | Non partito | Non qualificato | Solo prove/Terzo pilota | Grassetto – Pole position Corsivo – Giro più veloce |